# Mustafa Hamsho
Mustafa Hamsho (10 de october 1953) es un ex boxeador sirio.

## Carrera
Las peleas más importantes para Hamsho se produjeron a finales de la década del 70 y principios de la década del 80. En 1979 derrotó a Wilford Scypion y en 1981 al excampeón Alan Minter, lo que le otorgó una oportunidad de pelear por el título mundial. El 3 de octubre de ese mismo año se enfrentó al campeón de la categoría, Marvin Hagler, que lo derrotó en el undécimo round cuando el árbitro paró la pelea por los cortes producidos en el rostro del retador.
Hamsho continuó peleando: derrotó a Curtis Parker, a Bobby Czyz y al excampeón Wilfred Benítez, hasta que obtuvo la revancha frente a Hagler en octubre de 1984. Hagler volvió a ganar, esta vez luego de que el entrenador del sirio detuviera la pelea en el tercer round. Hamsho siguió su carrera en categorías mayores, pero sin triunfos frente a boxeadores importantes.

## Récord profesional
| 44 ganadas (28 KO), 5 perdidas (3 KO), 2 empates |         |                                   |      |       |            |                                             |                                                                                     |
| Result                                           | Record  | Opponent                          | Type | Round | Date       | Location                                    | Notes                                                                               |
| G                                                | 5-7-1   | Wesley Reid                       | TKO  | 5     | 10/11/1989 | Callicoon, New York, Estados Unidos         |                                                                                     |
| D                                                | 22-0    | Graciano Rocchigiani              | TKO  | 1     | 05/12/1987 | Düsseldorf, Nordrhein-Westfalen, Germany    | El árbitro detuvo la pelea a los 1:02 del primer round.                             |
| G                                                | 2-6-1   | Reggie Barnes                     | TKO  | 3     | 10/08/1987 | Secaucus, New Jersey, Estados Unidos        |                                                                                     |
| D                                                | 28-2    | Donny "Golden Boy" Lalonde        | UD   | 12    | 07/05/1987 | Nueva York, Estados Unidos                  | WBC Continental Americas Título supermediano. 110-117, 110-116, 108-118.            |
| G                                                | 14-12   | Jimmy Shavers                     | PTS  | 10    | 13/11/1986 | Nueva York, Estados Unidos                  |                                                                                     |
| G                                                | 8-1     | Richard "Lionheart" Burton        | TKO  | 7     | 14/08/1986 | Nueva York, Estados Unidos                  | El árbitro detuvo la pelea a los 2:24 del séptimo round.                            |
| G                                                | 2-6     | Ernie White                       | KO   | 4     | 20/05/1986 | Nueva York, Estados Unidos                  |                                                                                     |
| G                                                | 5-11    | Miguel Rosa                       | TKO  | 8     | 28/06/1985 | Atlantic City, New Jersey, Estados Unidos   |                                                                                     |
| D                                                | 59-2-2  | Marvelous Marvin Hagler           | TKO  | 3     | 19/10/1984 | Nueva York, Estados Unidos                  | WBC/WBA/IBF título mediano. El árbitro detuvo la pelea a los 2:31 del tercer round. |
| G                                                | 19-4-1  | Alexis Shakespeare                | TKO  | 5     | 30/03/1984 | Las Vegas, Nevada, Estados Unidos           |                                                                                     |
| G                                                | 45-2-1  | Wilfred "Bible of Boxing" Benitez | UD   | 12    | 16/07/1983 | Las Vegas, Nevada, Estados Unidos           | 118-109, 118-111, 117-111.                                                          |
| G                                                | 5-8     | Gil Rosario                       | KO   | 3     | 03/06/1983 | Fort Lauderdale, Florida, Estados Unidos    | Rosario noqueado a los 1:17 del tercer round.                                       |
| G                                                | 20-0    | Bobby "Matinee Idol" Czyz         | UD   | 10    | 20/11/1982 | Atlantic City, New Jersey, Estados Unidos   |                                                                                     |
| G                                                | 5-5     | Gil Rosario                       | TKO  | 3     | 22/05/1982 | Atlantic City, New Jersey, Estados Unidos   | El árbitro detuvo la pelea a los 1:33 del tercer round.                             |
| G                                                | 19-3    | Curtis Parker                     | PTS  | 10    | 13/03/1982 | Atlantic City, New Jersey, Estados Unidos   |                                                                                     |
| D                                                | 52-2-2  | Marvelous Marvin Hagler           | TKO  | 11    | 03/10/1981 | Rosemont, Illinois, Estados Unidos          | WBC/WBA título mediano. El árbitro detuvo la pelea a los 2:09 del undécimo round.   |
| G                                                | 39-7    | Alan "Boom Boom" Minter           | SD   | 10    | 06/06/1981 | Las Vegas, Nevada, Estados Unidos           | 97-93, 97-93, 94-96.                                                                |
| G                                                | 17-1    | Curtis Parker                     | SD   | 10    | 15/02/1981 | Atlantic City, New Jersey, Estados Unidos   | 5-4, 5-4, 3-7.                                                                      |
| G                                                | 39-15-1 | Rudy Robles                       | UD   | 10    | 25/11/1980 | New York City, Estados Unidos               | 10-0, 10-0, 10-0.                                                                   |
| G                                                | 15-4-2  | Bob "The Hunter" Patterson        | KO   | 4     | 24/09/1980 | Elizabeth, New Jersey, Estados Unidos       |                                                                                     |
| G                                                | 16-0    | Wilford Scypion                   | DQ   | 10    | 15/06/1980 | Clarkston (Míchigan), Estados Unidos        |                                                                                     |
| G                                                | 15-6-1  | Reggie Jones                      | TKO  | 6     | 29/03/1980 | Atlantic City, New Jersey, Estados Unidos   |                                                                                     |
| G                                                | 4-5     | Barry "Mole" Hill                 | TKO  | 1     | 04/10/1979 | North Bergen, New Jersey, Estados Unidos    |                                                                                     |
| G                                                | 7-15-1  | Fermin Guzman                     | KO   | 7     | 19/09/1979 | New York City, Estados Unidos               | Guzman noqueado a los 1:36 del séptimo round.                                       |
| G                                                | 27-5-2  | Leo Saenz                         | KO   | 6     | 17/07/1979 | Atlantic City, New Jersey, Estados Unidos   |                                                                                     |
| G                                                | 14-24-2 | Domingo Ortiz                     | TKO  | 7     | 27/06/1979 | Secaucus, New Jersey, Estados Unidos        |                                                                                     |
| G                                                | 14-23-2 | Domingo Ortiz                     | KO   | 8     | 26/04/1979 | North Bergen, New Jersey, Estados Unidos    |                                                                                     |
| G                                                | 4-14-5  | Tyrone Freeman                    | TKO  | 1     | 11/04/1979 | White Plains, New York, Estados Unidos      |                                                                                     |
| G                                                | 5-24-1  | Winston Noel                      | KO   | 2     | 15/03/1979 | North Bergen, New Jersey, Estados Unidos    |                                                                                     |
| G                                                | 33-11-2 | Irish Pat Murphy                  | TKO  | 3     | 27/01/1979 | Jersey City, New Jersey, Estados Unidos     |                                                                                     |
| G                                                | 4-8     | Don "Miami Vice" Johnson          | TKO  | 6     | 01/12/1978 | Jersey City, New Jersey, Estados Unidos     |                                                                                     |
| G                                                | 17-8-1  | Eddie Parks                       | TKO  | 2     | 28/10/1978 | Jersey City, New Jersey, Estados Unidos     |                                                                                     |
| G                                                | 31-4-1  | Bobby 'Boogaloo' Watts            | TKO  | 6     | 21/09/1978 | Jersey City, New Jersey, Estados Unidos     |                                                                                     |
| G                                                | 5-2-1   | Frank "Tiger" Moore               | TKO  | 2     | 28/06/1978 | Providence, Rhode Island, Estados Unidos    |                                                                                     |
| G                                                | 18-3    | Rocky Mosley, Jr.                 | PTS  | 8     | 21/01/1978 | Las Vegas, Nevada, Estados Unidos           |                                                                                     |
| G                                                | 4-4     | Antonio Adame                     | PTS  | 10    | 09/11/1977 | Las Vegas, Nevada, Estados Unidos           |                                                                                     |
| G                                                | 3-2     | Gil Rosario                       | PTS  | 6     | 27/09/1977 | West New York, New Jersey, Estados Unidos   |                                                                                     |
| G                                                | 7-6     | Archie "Bunker" Andrews           | PTS  | 6     | 23/06/1977 | Newark, New Jersey, Estados Unidos          |                                                                                     |
| G                                                | 0-5     | Lorenzo Howard                    | KO   | 1     | 20/05/1977 | Binghamton, New York, Estados Unidos        |                                                                                     |
| G                                                | 4-6     | Lester Camper                     | PTS  | 8     | 29/04/1977 | Baltimore, Maryland, Estados Unidos         |                                                                                     |
| G                                                | --      | Bernard McLean                    | PTS  | 8     | 29/10/1976 | Sunnyside, Queens New York, Estados Unidos  |                                                                                     |
| G                                                | --      | Benji "Rhythm Machine" Goldstone  | PTS  | 4     | 02/10/1976 | Utica, New York, Estados Unidos             |                                                                                     |
| G                                                | 6-7-1   | Cove Green                        | TKO  | 4     | 11/09/1976 | Utica, New York, Estados Unidos             |                                                                                     |
| E                                                | 6-4     | Reggie Jones                      | PTS  | 8     | 16/08/1976 | Newark, New Jersey, Estados Unidos          |                                                                                     |
| G                                                | 6-29-2  | Roger Phillips                    | KO   | 2     | 26/06/1976 | Providence, Rhode Island, Estados Unidos    |                                                                                     |
| G                                                | 16-11   | "Cherokee" Charlie Small          | PTS  | 6     | 08/05/1976 | Utica, New York, Estados Unidos             |                                                                                     |
| G                                                | 3-9-1   | Carlos Novotny                    | TKO  | 3     | 28/04/1976 | Sunnyside, Queens, New York, Estados Unidos |                                                                                     |
| G                                                | 8-8     | Richie Villanueva                 | KO   | 3     | 14/04/1976 | Sunnyside, Queens, New York, Estados Unidos |                                                                                     |
| G                                                | 5-14-2  | Joe "Rocket" Houston              | KO   | 2     | 21/11/1975 | Providence, Rhode Island, Estados Unidos    |                                                                                     |
| E                                                | 1-0     | Danny McNevin                     | PTS  | 4     | 23/10/1975 | Binghamton, New York, Estados Unidos        |                                                                                     |
| D                                                | --      | Pat Cuillo                        | PTS  | 6     | 23/08/1975 | Binghamton, New York, Estados Unidos        |                                                                                     |